# Diocèse de Santa Ana
Le diocèse de Santa Ana (en latin : Dioecesis Sanctae Annae ; en espagnol : Diócesis de Santa Ana) est un diocèse de l'Église catholique du Salvador, suffragant de l'archidiocèse de San Salvador.

## Territoire
Il recouvre les départements de Santa Ana et d'Ahuachapán sur une superficie de 3 263 km2 divisé en 63 paroisses. Son siège épiscopal est dans la ville de Santa Ana où se trouve la cathédrale sainte Anne.

## Histoire
Le diocèse est érigé le 11 février 1913 par un décret de la congrégation pour les évêques en prenant sur le territoire du diocèse de San Salvador, qui est élevé le même jour au rang d'archidiocèse métropolitain dont Santa Ana devient suffragant.
Par la lettre apostolique Venerabilis Decessor du 8 septembre 1950, le pape Pie XII décrète que sainte Anne, mère de la Vierge Marie, est la patronne du diocèse.
Le 31 mai 1986, il cède une portion de son territoire pour l'érection du diocèse de Sonsonate.

## Évêques
- Santiago Ricardo Villanova y Meléndez (1915-1952)
- Benjamín Barrera y Reyes (1952-1981)
- Marco René Revelo Contreras (1981-1998)
- Fernando Saénz Lacalle (1998-1999) nommé archevêque de San Salvador
- Romeo Tovar Astorga (1999-2016)
- Miguel Ángel Morán Aquino (2016- )